# Anemone caffra
Anemone caffra là một loài thực vật có hoa trong họ Mao lương. Loài này được Harv. mô tả khoa học đầu tiên năm 1838.